# 박범수 (배드민턴 선수)
박범수(2005년 3월 9일~)는 대한민국의 배드민턴 선수이다.